# Jardín de Plantas Medicinales de Ootakimachi
El Jardín de Plantas Medicinales de Ootakimachi (en japonés: 城西国際大学薬草園 Ōtakimachi Shokubutsuen) es un jardín botánico de 5 380 m²  de extensión, administrado por la Universidad Internacional Josai, que se encuentra en la ciudad de Ōtaki, en la prefectura de Chiba, Japón.

## Localización
Ōtakimachi Shokubutsuen Ootaki 486, Ōtaki-machi, Isumi-gun, Chiba-ken, 298-0216, Japón.
Planos y vistas satelitales.35°17′06″N 140°14′44″E / 35.28500, 140.24556
- Altitud: 26,4 m s. n. m.
- Temperatura media anual: 15 °C (en 2005)
- Precipitaciones medias anuales: 2 400 mm (en 2005)

Se encuentra en el interior del campus; es visitable por el público en general previa cita, siendo gratis.

## Historia
El jardín botánico fue creado en 1987 por la prefectura de Chiba y su gestión fue cedida a la Universidad Internacional Josai en abril de 2005.

## Colecciones
Se cultivan unas 350 especies de plantas medicinales, adaptadas al clima y al medio ambiente de la región de Kanto, que se divide en secciones:
- Sección de plantas utilizadas en los remedios populares japoneses, formando parte de la farmacopea tradicional, así como un parterre de plantas tintóreas.
- Sección de plantas medicinales utilizadas en la farmacopea china de la medicina tradicional china.
- Sección de cultivos experimentales de plantas utilizadas en la fabricación de medicamentos.
- Sección de plantas acuáticas y de pantanos
- Herbario con unas 500 especies.
- 2 invernaderos de 162 m².